# Мочеради
Мочера́ди — село в Україні, у Яворівському районі Львівської області. Розташоване поблизу польського кордону.

## Географія
У селі бере початок потік Солотвина.

## Історія
В 1902 році між селами Баличі, Великі Новосілки та Мочеради, в урочищі Пасисько, досліджено курганні могильники культури шнурової кераміки, яка датується III і першою половиною II тисячоліття до нашої ери. Подібний курган у 1935 р. виявлено біля с. Стоянці в урочищі Гайок.
Аби побачити колоритність українського села і зрозуміти, що ми маємо одну з найяскравіших етнопсихологій у світі, не треба мандрувати курними шляхами України з жовто-блакитним компасом в руках. Достатньо розкласти на столі маленьку мапу і уважно подивитися на українські села. З першого погляду різноманітні Стягайлівки, Гнилиці, Кирнасівки, Лизогубівки з Колибабинцями і Кривоносівками вражають емоційністю понять. Можливо, ви навіть подумаєте, що якийсь маленький деміург, граючись, намалював ці дивні імена на мапі. Але товстенні праці топонімістів-буквоїдів свідчать про те, що більшість назв українських населених пунктів беруть свій початок у людських прізвищах і географічних об'єктах. Жодної випадковості. Однак один із дослідників першої половини XX століття, Мирон Кордуба, вивчаючи топонімію Галичини, говорить про те, що є цілий ряд сіл, які випадають із традиційного топонімічного обрамлення: "Подекуди стрічаємо села з доволі дивоглядними назвами, що мають жартівливий або радше, глумливий характер. Граматична форма більшості цих назв вказує, що вони не відносяться до самих сіл, як таких, а лише до їх населення. Збираючи з народних уст топографічні назви, що дійшли до нас із давніх часів, ми переконалися, що населення села дуже часто має якесь жартівливе або глумливе прізвище… Звичайно, такі прізвища вважають за приватну, навіть довірочну справу, їх нерадо переказують чужим людям, боячися помсти… Сюди належать Тулиголови, Товстоголови, Товстобаби, Сторонибаби, Кривотули Старі й Нові, Паликорови, Печихвости, Мочеради, Боброїди, Ракобовти, Жнибороди, Чуперносів, Сновидів, Голодівка.

## Населення
Станом на 2001 рік, населення села налічувало 115 осіб.
| 1900  | 1921  | 2001  |
| ----- | ----- | ----- |
| → 656 | ↘ 575 | ↘ 115 |

## Культові споруди
У селі є дерев'яна церква Святого Миколая 1906 року.